# 1991年中国人民解放军陆军航空兵S-70直升机坠毁事故
1991年中国人民解放军陆军航空兵S-70直升机坠毁事故，是一起发生于1991年6月16日的中国空难；一架隶属中国人民解放军陆军航空兵的S-70黑鹰直升机在由西藏自治区聂拉木县飞往日喀则市途中，在做180度右转弯过程中撞山坠毁。机上13名乘员全部罹难。

## 经过
1991年5月，成都军区司令员张太恒中将带领工作组到拉萨检查指导西藏和平解放40周年大庆的安全工作，并代表军区参加庆典。庆典结束后，张太恒带领工作组开始沿中尼边境进行边防调查。6月16日，在视察完樟木口岸边防连后，工作组在聂拉木登上来时乘坐的三架黑鹰直升机前往日喀则。在起飞前，张太恒曾询问气候是否允许起飞，得到了飞行员肯定的回答。随后，张太恒等人乘坐由邢喜贵机组驾驶的第一架直升机；成都军区副司令员张德福中将等人乘坐由国逢仁机组驾驶的第二架直升机；成都军区副司令员兼军区空军司令员侯书军空军中将等人乘坐由胡殿元机组驾驶的第三架直升机。前两架直升机相继向南起飞，第二架直升机在向右转弯180度的过程中撞山，机上13人全部身亡。

## 遇难人员
此次空難失事的直升機上共有3名機組人員、10名乘客，共13名乘員。1991年6月27日，中央军委追认13名遇难人员为革命烈士。中央军委主席江泽民、中央军委及三总部都送了花圈。
| 姓名     | 军衔     | 職務                                   | 備註                               |          |          |
| 機組人員 | 機組人員 | 機組人員                               | 機組人員                           | 機組人員 | 機組人員 |
| -------- | -------- | -------------------------------------- | ---------------------------------- | -------- | -------- |
| 国逢仁   | 中校     | 机长，陆军航空兵第二团副参谋长         |                                    |          |          |
| 阿罗     | 少校     | 副机长，陆军航空兵第二团副中队长       | 藏族                               |          |          |
| 李先通   | 军士长   | 机械师                                 |                                    |          |          |
| 乘客     |          |                                        |                                    |          |          |
| 张德福   | 中将     | 成都军区副司令员                       |                                    |          |          |
| 毛海清   | 大校     | 西藏军区参谋长                         | 已签署晋升少将军衔命令，但尚未宣布 |          |          |
| 崔蕴芳   | 大校     | 成都军区司令部通信部部长               |                                    |          |          |
| 刘国斌   | 大校     | 成都军区司令部军务装备部部长           |                                    |          |          |
| 张庆丰   | 大校     | 成都军区司令部工程兵部副部长           |                                    |          |          |
| 刘忠信   | 大校     | 成都军区司令部办公室军事工作研究室主任 |                                    |          |          |
| 沈炳如   | 文职人员 | 成都军区门诊部副主任医师               |                                    |          |          |
| 李克强   | 中校     | 西藏军区作战处副处长                   |                                    |          |          |
| 谢和平   | 少校     | 成都军区司令部办公室副团职秘书         |                                    |          |          |
| 冯勤俭   | 少校     | 西藏军区拉萨直升机场站长               |                                    |          |          |

## 调查及处理
事件发生后，军委总部调查组前往成都，调查事故并处理善后。事后查明，此次事故是因为气候原因令直升机遭遇下降气流，而飞行员对山谷中突变的气流难以把握，导致直升机螺旋桨碰到突出的崖壁上而撞毁。9月26日，中央军委决定给予张太恒行政降职处分，免去其成都军区司令员职务；成都军区空军司令员侯书军空军中将免职离休。